# 心臓カテーテル検査
心臓カテーテル検査（しんぞうカテーテルけんさ）とは、カテーテルを経皮的に心血管に挿入し、造影剤による形態学的異常を検出したり、心臓内腔の圧力、酸素飽和度を測定し血行動態を把握したりする検査である。近年は経皮的冠動脈インターベンション（PCI）など、カテーテル治療の発展がめざましい。

## 心臓カテーテル検査の種類
心臓カテーテル検査には各種動静脈の形態を観察する心血管造影検査のほかに血行動態検査、電気生理学検査（EPS、カテーテルアブレーションで用いる）心内膜心筋生検、血管内視鏡検査、血管内超音波検査などがある。

### 右心カテーテル法
大腿静脈、内頸静脈、鎖骨下静脈、尺側皮静脈などからスワンガンツカテーテルを挿入する方法である。特に血行動態検査の情報が豊富であり、ショック、急性心不全、低心拍出症候群などで行われる。測定できる項目としては右心房圧（RAP）、右心室圧（RVP）、右室拡張末期圧（RVEDP）、肺動脈圧（PAP）、肺動脈楔入圧（PCWP）、心拍出量（CO）や心係数（CI）などがある。一時ペーシングの際も右心系からアプローチする。

### 左心カテーテル法
大腿動脈、上腕動脈、橈骨動脈にピッグテールカテーテルを挿入する。測定できる項目としては大動脈圧（AOP）、左室圧（LVP）、左室拡張末期圧（LVEDP）、左室駆出率（LVEF）、左室拡張末期容積係数（LVEDVI）などがある。左心室造影（LVG）、冠動脈造影（CAG）もこのアプローチで行われる。左→右シャントや右→左シャントの検出を行う場合、酸素飽和度較差を見る場合もこのアプローチである。

## 心臓カテーテル検査の合併症
合併症の頻度は合計して1%程度である。高リスク群としては左主幹部病変、3枝病変、左室駆出率30%以上、NYHAⅢ以上の心不全、大動脈弁疾患（特に重度の大動脈弁狭窄症）、腎不全例である。

### 低血圧
低血圧の原因としては血管迷走神経反射、脱水、心タンポナーデがあげられる。特に造影剤を用いると血管拡張作用、浸透圧利尿によって脱水も起こりやすい。十分な輸液で対処する。血管迷走神経反射では生理食塩水全開で輸液を行い、硫酸アトロピンの静注を行う。

### 血管合併症
末梢動脈血栓、仮性動脈瘤、後腹膜出血、動静脈瘻、深部静脈血栓症などがあげられる。予防としては抗凝固療法があげられる。

### 心合併症
心穿孔、冠動脈解離、心筋梗塞がみられることがある。処置中の患者の痛みによって想定する。心穿孔は心臓超音波検査で診断を行う。出血が少量ならば経過観察でよい。そうでなければ心膜穿刺術の準備をする。冠動脈解離は動脈の痙縮によってカテーテルが内膜に楔入したときに造影剤を注入したときにおこる。心筋梗塞は血栓や空気による幹動脈塞栓である。空気塞栓ならば高気圧酸素治療の有効性が知られている。

### 不整脈
心室頻拍、心室性期外収縮、心房性期外収縮、心房細動、洞性徐脈などが起こりえる。心室頻拍、心房細動は冠動脈造影時に起こりやすい。

### 神経合併症
脳塞栓、大腿神経障害、正中神経麻痺などが起こりえる。脳塞栓はカテーテル内の血栓、空気塞栓によるものである。神経障害は血腫などによる圧迫である。

### 腎合併症
血清クレアチニン値が上昇している場合、造影剤によって腎不全にいたり人工透析導入となることがある。術前より十分な輸液と重炭酸の投与（ビカーボンなどを用いる）によって予防を行う。典型的には2日後位から乏尿となり、1週間程度で完成する。

### 薬剤アレルギー
造影剤の使用によるアレルギーが問題となる。

### 感染
穿刺部位の感染以外に細菌性心膜炎なども起こりえる。

## 血行動態検査

### 圧力

#### CVP（中心静脈圧）
正常値は5～10cmH2O（4～8mmHg）である。起座位における測定では右房の高さをもって測定する。中心静脈圧は右房圧（RAP）、胸腔内代静脈圧に等しいとされている。三尖弁狭窄症などがない限り、右室拡張末期圧（RVEDP）にも等しいとされている。CVPが上昇する病態としては循環血液量の増加、右心不全、心タンポナーデでありCVPが減少する病態としては循環血液量の減少、大量出血や熱傷などがあげられる。中心静脈カテーテルからの測定が可能なため、病棟では重宝する。

#### RAP（右房圧）
平均圧は2～8mmHgである。

#### RVP（右室圧）
15～30/2～8mmHgが正常である。

#### PAP（肺動脈圧）
15～30/3～12mmHgである。目安としては大動脈圧の20%～25%である。

#### PCWP（肺動脈楔入圧はいどうみゃくせつにゅうあつ）
左房圧を反映するといわれている。僧帽弁狭窄症などがない限り左室拡張末期圧（LVEDP）に等しいとされている。平均圧は正常では2～15mmHgである。PCWPが増加する病態としては左房への流入血液量が増加する病態、具体的には僧帽弁閉鎖不全症、僧帽弁狭窄症、大動脈弁閉鎖不全症、心室中隔欠損症、動脈管開存症などがあげられる。左室の収縮力低下でも増加し、左心不全、拡張型心筋症、虚血性心疾患などもあげられる。限界があるもののPCWPは心臓の前負荷の指標の一つである。PCWPの平均圧が22mmHgを超えると肺水腫が出現し始めるといわれている。PCWPが減少する病態としては循環血流の低下があり、大量出血や熱傷などがあげられる。

#### LAP（左房圧）
平均圧で2～12mmHgが通常である。PCWPで代用することが多い。

#### LVP（左室圧）
100～140/2～12mmHgが正常である。

#### AP（大動脈圧）
100～140/60～90mmHgであり平均大動脈圧は70～105mmHgである。

#### LVEDP(左室拡張末期圧)
前負荷の指標の一つである。本来の前負荷の指標はLVEDV（左室拡張末期容積）であるが、測定が難しいためLVEDPで代用することが多い。正常な循環器であればLVEDPとPCWPとCVPは等しくなる。そのためCVPを用いた体液管理が良くされるのだが左心機能が低下するとCVPとLVEDPの乖離が大きくなる。そのためPCWPを用いてLVEDPを推定することが肺動脈カテーテルを用いる根拠の一つとなる。

### 圧較差
圧較差は聴診で聴取される心雑音の原因と考えられている。

#### 収縮期、拡張期の圧較差
収縮期では通常では動脈弁の前後で圧較差は存在しない。圧較差がある場合は大動脈弁狭窄症や肺動脈弁狭窄症が考えられる。拡張期では房室弁の前後で圧較差は存在しない。圧較差が存在する場合は僧帽弁狭窄症や三尖弁狭窄症が考えられる。閉塞性肥大型心筋症では心尖部と左室流出路関で圧較差がある。

#### 左室・右室の圧較差
RVP=LVPとなるのは病気であるときである。具体的にはファロー四徴症や大血管転位症の一部などでは大きな心室中隔欠損症があり起こりえる。また総動脈幹症でも起こりえる。RVP≧LVPとなるのはさらに重篤な疾患であり、肺動脈狭窄症やアイゼンメンゲル症候群である。心不全では左心不全はPCWP、LVEDPが反映し、右心不全はCVPが反映すると考えられている。

### SaO2のstep up
動脈血が存在する左心系では通常はSaO2は95%以上でありPaCO2は40mmHg 程度である。静脈血が存在する右心系ではSaO2は75%程度でありPaCO2は45mmHg 程度である。左→右シャントが存在すると、右心系で急激なSaO2の増加がみられSaO2のstep upといわれている。
| step upの高値 | 有意なstep up値の目安 | 代表的疾患                                             |
| ------------- | --------------------- | ------------------------------------------------------ |
| 右房レベル    | 10%以上               | 心房中隔欠損症、心内膜床欠損症、バルサルバ洞動脈瘤破裂 |
| 肺動脈レベル  | 5%以上                | 肺動脈管開存症、AP window、冠動脈肺動脈瘻              |
| 右室レベル    | 7.5%以上              | 心室中隔欠損症、バルサルバ洞動脈瘤破裂、冠動脈右室瘻   |

### 血流の評価

#### 心拍出量、心係数
心臓カテーテル検査では心拍出量、心係数の測定を行うことができる。方法はフィック法、熱希釈法と数多くあるが右心カテーテルで行うのが通常である。熱希釈法では10ml程度の生理食塩水や5%ブドウ糖液（冷水）をスワンガンツカテーテルより注入しカテーテルの先端にあるサーミスターで温度を測定し熱希釈曲線を用いて心拍出量を算出する。体表面積で割ると心係数となる。重要なことはスワンガンツカテーテルで心係数と肺動脈楔入圧を測定できるため、心不全のフォレスター分類に基づいて治療が行えることである。

#### 肺体血流比
肺体血流比（Qp/Qs比）は先天性心疾患の手術適応を決めるのに重要である。正常は1である。右→左シャントがあれば肺血流が減少するので<1となり左→右シャントならば≧1となる。肺高血圧が進行すると、手術が不可能となる。≧2となったら手術を行う場合が多い。重症度、手術適応は疾患によって異なる。
算出方法; Qp/Qs = (体動脈血酸素含量（ml/min）- 混合静脈血酸素含量（ml/min)）/ (肺静脈血酸素含量（ml/min）- 肺動脈血酸素含量（ml/min))。
体動脈酸素含量は、体動脈血の酸素飽和度(SAoO2)で、肺静脈血酸素含量は、右→左シャントがなければ体動脈酸素飽和度(SAoO2)で代替できる。
（右→左シャントがあれば、肺静脈酸素含量＝98%x酸素結合能となる）。
肺動脈血酸素含量は、肺動脈血の酸素飽和度(SPaO2)。
よって、Qp/Qs = ( SAoO2(%) - VO2(%) ) / ( SAoO2(%) - SPaO2(%) )となる。
混合静脈血酸素飽和度(VO2)は、心房中隔欠損症の場合、(3x上大静脈酸素飽和度＋下大静脈酸素飽和度)÷4、心室中隔欠損症の場合は、右心房内サンプルの平均酸素飽和度、動脈管開存などの場合は、右心室内サンプルの平均酸素飽和度となる。

### 抵抗の評価
体血管抵抗、肺血管抵抗を計算することができる。

### 心血管造影
左室造影（LVG）によって局所壁の異常運動や左室駆出率を計算できる。左室の局所的な壁異常運動はAHA segment分類に基づいて行われる。1は前壁基部、2は前壁、3は心尖、4は下壁、5は後壁基部、6は中隔、7は側壁である。1～5はRAOでみる、そして6と7はLAOでみる。LVGでは心筋梗塞の合併症の検出もできる。具体的には左室瘤、壁在血栓、中隔穿孔、僧帽弁閉鎖不全症（乳糖筋断裂）などである。もちろん、その他の弁膜症の診断も行うことができる。

## 冠動脈造影

### 冠動脈の解剖と撮影
冠動脈は右冠動脈と左冠動脈に分かれる。左冠動脈は左主幹部より左前下行枝と左回旋枝に分かれる。冠動脈の枝の命名法はAHA分類とCASS分類が知られている。CASS分類のほうが個人差による変化に対応できる命名法だが、簡単のためAHA分類で示す。AHA分類では冠動脈は1～15までの枝で記載される。右冠動脈が1～4であり、左冠動脈本幹が5、左前下行枝は6～10、左回旋枝が11～15である。1は右冠動脈近位部、2は右冠動脈中間部、3は右冠動脈遠位部、4PDは右冠動脈後下行枝、4AVは右冠動脈後側壁枝、右室枝がRV、鋭縁枝がAMである。5は既に述べたように左冠動脈主幹部、6は左前下行枝近位部、7は左前下行枝中間部、8は左前下行枝遠位部、9は第1対角枝、10は第2対角枝、SPは中隔枝である。11は左回旋枝近位部、13は左回旋枝遠位部、12鈍縁枝、14は後側壁枝、15は後下行枝である。虚血性心疾患の場合は壊死心筋との対応が重要となってくる。前壁中隔は主に左前下行枝（V1～V4）、広域前壁も左前下行枝（I,aVL,V1～V6）、側壁は左前下行枝か左回旋枝（I,aVL,V5,V6）、高位側壁も左前下行枝か回旋枝（I,aVL）、下壁は右冠動脈（II,III,aVF）、純後壁は右冠動脈か左回旋枝（V1,V2のpoor R)に対応するといわれている。なお、（）は心電図で異常Q波、ST変化が出現する部位である。
これら各種血管を描出するために冠動脈造影（CAG）では様々な条件で撮影される。RAOは右前斜位、LAOは左前斜位、CRは頭側、CAは尾側であるこれらの記号を用いて撮影条件を記述する。なお通常は透視下で行うため、撮影条件は例に過ぎない。
RAO-CAは主に回旋枝を描出する撮影法である。鈍縁枝や後側壁枝まで描出できるが左前下行枝は描出しにくい。RAO-CRは主に左前下行枝を描出できる。対角枝、中隔枝まで描出できるが左回旋枝は描出できない。LAO-CAはスパイダービューといわれ左冠動脈主幹部がよく描出される。LAO-CRは左前下行枝の遠位部がよく描出される。右冠動脈でもRAO、LAOともに用いる。
これらの撮影を駆使して検出できる病変は以下に述べるようなものである。

#### 狭窄
狭窄の程度（75%以上の狭窄が有意、左冠動脈本幹のみ50%以上で有意）、狭窄の長さ、場所、局所やびまん性といった範囲、中心性、偏心性といった形態の評価が行える。

#### 拡張
動脈硬化では狭窄以外に拡張がみられることがある。局所的な拡大の場合は冠動脈瘤という。

### 病変の記載法
狭窄病変が認められた場合、AHAの基準に従い狭窄度を記載する。25%以下の狭窄は25%狭窄とし、26から50%の狭窄は50%狭窄とする。51から75%の狭窄は75%狭窄とする。76から90%の狭窄は90%狭窄、91から99%狭窄は99%狭窄とされる。75%以上の狭窄を有意病変とするが、左主幹部の狭窄は50%以上で有意とする。病変の形態はACC/AHA分類に従い分類される。90%以上の高度狭窄が見られた場合はその末梢の灌流状態、側副血行路の発達度を評価する必要があり、TIMI分類を用いることが多い。
| 灌流度 （grade） | TIMI                                           | 側副血行 | レントロープ側副血行路                                 |
| ---------------- | ---------------------------------------------- | -------- | ------------------------------------------------------ |
| 3                | 素早く順行性に造影され、造影剤の消失速度も速い | 良好     | 側副血行路から心外膜側冠動脈が完全に造影される。       |
| 2                | 末梢まで順向性に造影されるが造影遅延あり       | 中等度   | 側副血行路から心外膜側冠動脈が一部造影される。         |
| 1                | 冠動脈内に造影剤が停滞し、末梢まで造影されない | 不良     | 側副血行路は造影されるが心外膜側冠動脈は造影されない。 |
| 0                | 病変の末梢へ造影剤が入らない                   | なし     | なし                                                   |

再灌流療法を行った後はmyocardial blush gradeを用いて評価する。これは冠動脈の閉塞が解除されても末梢の心筋レベルでの血流が回復しないことがあるからである。
| grade | 血流                                                                                     |
| ----- | ---------------------------------------------------------------------------------------- |
| 0     | 造影剤による心筋染影なし。もしくは心筋が濃染し長時間残存する場合（造影剤の血管外漏出）。 |
| 1     | 造影剤による心筋染影がわずかにみられる。                                                 |
| 2     | 造影剤による心筋染影が中等度にみられるが、非梗塞血管領域染影よりは薄い。                 |
| 3     | 造影剤による心筋染影が正常にみられ非梗塞血管領域染影と同等である。                       |

### 病変のマネジメント
虚血性心疾患のマネジメントとしては薬物療法、PTCA（経皮的経管的冠動脈形成術）をはじめとするPCI(冠動脈カテーテルインターベンション)、CABG（冠動脈バイパスグラフト）がある。高度石灰化病変、びまん性狭窄病変ではロータブレータなどを用いてPTCAを行うようになった、またDESによってPTCA後の再狭窄も5%以下に抑えることができるようになった。以上のことから侵襲的治療が必要な場合はPTCAを選択する場合が多い。しかしPTCAできない場合もある。例えば左冠動脈本幹の病変や、冠動脈2枝が完全閉塞している場合の第3枝病変などである。

#### CABGの適応
左冠動脈主幹部病変が50%以上の狭窄例。高度な3枝病変や狭窄部の長さが1cm以上などPTCA施行困難例。冠動脈末梢枝のrun-offが良好（径が1.5mm以上あり、狭窄、不整が認められない）こと。左心機能として駆出率20%以上LVEDP20mmHg以下であるもの。PTCA後の再狭窄などが適応となっている。糖尿病を合併した多枝病変ではPTCAよりもCABGが推奨されている。また異型狭心症ではCABGは原則として行わない。